# Incoltorrida madagassica
Incoltorrida madagassica is een keversoort uit de familie Torridincolidae. De wetenschappelijke naam van de soort werd voor het eerst geldig gepubliceerd in 1973 door Steffan.